# Cățeii lui Moș Crăciun 2
Cățeii lui Moș Crăciun 2 (titlu original: Santa Paws 2: The Santa Pups) este un film de Crăciun americano-canadian de comedie direct-pe-DVD  din 2012 regizat de Robert Vince. Rolurile principale au fost interpretate de actorii  Cheryl Ladd și George Newbern. Este continuarea filmului The Search for Santa Paws (Prietenii lui Moș Crăciun) din 2010.

## Distribuție
- Cheryl Ladd - Crăciuneasa
- George Newbern - Thomas Reynolds, avocat, tatăl vitreg al lui Carter și Sarah
- Pat Finn - Moș Crăciun
- Danny Woodburn - Eli, șeful elfilor lui Moș Crărciun.
- Obba Babatundé - Primar Denny, primarul din Pineville.
- Kaitlyn Maher - Sarah Reynolds, o fată de 8 ani cuprinsă de spiritul Crăciunului
- Josh Feldman - Carter Reynolds, fratele lui Sarah. Carter este un băiat de 12 ani care și-a pierdut spiritul Crăciunului după ce mama sa Michelle a murit
- Ali Hillis, Jennifer Elise Cox și Audrey Wasilewski - Bright Sisters: Agnes, Blue și Dorothy.
- Bill Chott - Mr. Holman
- Paul Rae - Jeb Gibson
- Brian T. Finney - Sheriff Andy
- Ted Rooney - Mr. Miller

### Roluri de voce
- Tom Everett Scott - Santa Paws, father to the Santa Pups.
- Bonnie Somerville - Mrs. Paws, wife to Santa Paws and mother to the Santa Pups.
- Aidan Gemme - Noble, the only male Santa Pup, the leader of the Santa Pups.
- Tatiana Gudegast - Hope, one of the Santa Pups who is always ready to take action.
- G. Hannelius - Charity, one of the Santa Pups who still needs to live up to her name.
- Marlowe Peyton - Jingle, one of the Santa Pups who loves to sing.
- Richard Kind - Eddy, a happy-go-lucky elf dog Jack Russell Terrier who is Eli's assistant.
- Diedrich Bader - Comet, one of Santa's reindeer.
- Chris Coppola - Dancer, another one of Santa's reindeer.
- Josh Flitter - Brutus, a gruff bulldog who befriends the Santa Pups in hope of getting off of Santa's naughty list.
- Trevor Wright - Baxter, the Santa Pups newest friend. He is a Schnauzer mix